# Montgomery Advertiser
Le Montgomery Advertiser est un quotidien américain de langue anglaise, diffusé dans l'Alabama.

## Histoire
Le journal est fondé en 1829 sous le nom de The Planter's Gazette,. En 1833, il devient le Montgomery Advertiser and Planters Gazette puis simplement Montgomery Advertiser. Après l'élection d'Abraham Lincoln, le journal adopte une position favorable à la Sécession des États-Unis et s'impose le principal journal des États confédérés d'Amérique.
En 1940, Richard F. Hudson — propriétaire du Montgomery Advertiser depuis 1935 — achète le principal rival du journal, l’Alabama Journal, fondé en 1889. Désormais, l'Advertiser est publié le matin et le Journal le soir. En 1993, la publication du Journal cesse et l’Advertiser est désormais publié matin et soir. Deux ans plus tard, le journal est racheté par Gannett,.
Le Montgomery Advertiser et l'Alabama Journal ont remporté plusieurs prix Pulitzer,.